# Verbandsgemeinde Thalfang am Erbeskopf

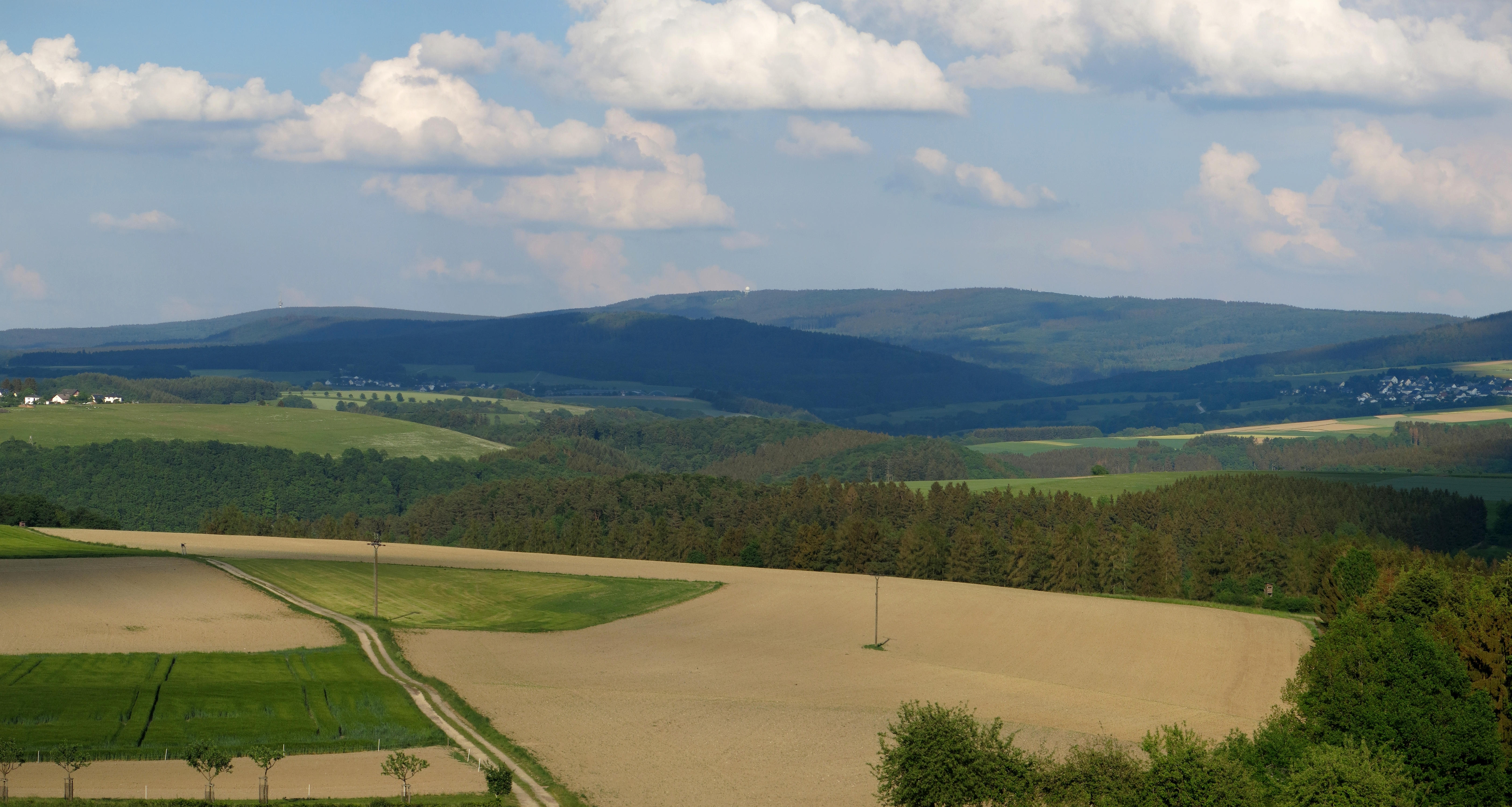
Erbeskopf

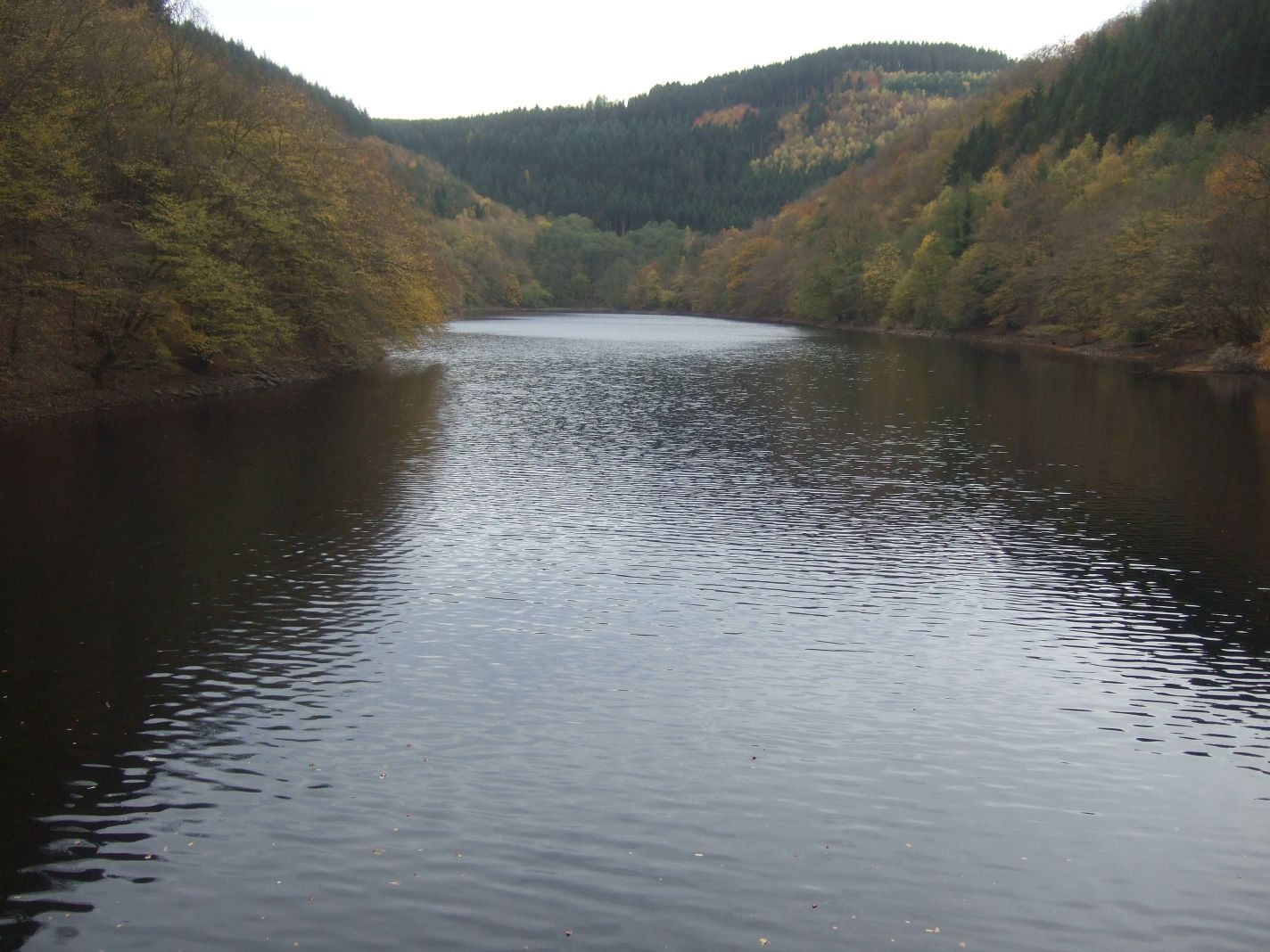
Dhrontalsperre

Die Verbandsgemeinde Thalfang am Erbeskopf ist eine Gebietskörperschaft im Landkreis Bernkastel-Wittlich in Rheinland-Pfalz. Der Verbandsgemeinde gehören 21 eigenständige Ortsgemeinden an, der Verwaltungssitz ist in der namensgebenden Gemeinde Thalfang. Im Gebiet der Verbandsgemeinde liegt der ebenfalls namensgebende Erbeskopf, die höchste Erhebung in Rheinland-Pfalz.

## Geographie
Das Gebiet der Verbandsgemeinde liegt im Hunsrück, einem Teil des Rheinischen Schiefergebirges.
Die Gewässer 2. Ordnung im Bereich der Verbandsgemeinde sind die Dhron und die Kleine Dhron im Einzugsbereich der Mosel. An der Kleinen Dhron liegt die Dhrontalsperre. Auf der Gemarkung von Malborn entspringen die Kleine und die Große Prims im Einzugsbereich der Saar.

## Verbandsangehörige Gemeinden
| Ortsgemeinde                           | Fläche (km²) | Einwohner |
| -------------------------------------- | ------------ | --------- |
| Berglicht                              | 7,55         | 463       |
| Breit                                  | 4,00         | 325       |
| Büdlich                                | 4,02         | 209       |
| Burtscheid                             | 2,99         | 115       |
| Deuselbach                             | 4,03         | 275       |
| Dhronecken                             | 1,45         | 130       |
| Etgert                                 | 3,75         | 66        |
| Gielert                                | 4,09         | 132       |
| Gräfendhron                            | 3,13         | 95        |
| Heidenburg                             | 9,49         | 690       |
| Hilscheid                              | 18,07        | 261       |
| Horath                                 | 11,89        | 491       |
| Immert                                 | 3,14         | 150       |
| Lückenburg                             | 2,57         | 101       |
| Malborn                                | 26,31        | 1.391     |
| Merschbach                             | 3,20         | 58        |
| Neunkirchen                            | 3,16         | 163       |
| Rorodt                                 | 3,41         | 55        |
| Schönberg                              | 5,10         | 234       |
| Talling                                | 3,90         | 245       |
| Thalfang                               | 19,44        | 1.895     |
| Verbandsgemeinde Thalfang am Erbeskopf | 144,68       | 7.544     |

(Einwohner am 31. Dezember 2024)

## Geschichte
Nach einer in ihrem historischen Wert allerdings umstrittenen Urkunde vom 4. April 633 schenkte der fränkische König Dagobert I. dem Kloster Sankt Maximin bei Trier das königliche Land zwischen Ruwerbach und Hochwald, zu dem auch das Hofgut Talovanc gehörte.
Ab dem 12. Jahrhundert gehörte Thalfang zur Mark Thalfang, die ab dem 14. Jahrhundert auch Amt Dhronecken genannt wurde.
Die wildgräfliche Burg Dhronecken war Verwaltungssitz des Amtes. Die Burg wurde 1403 durch den Trierer Kurfürsten erfolglos belagert. Erst unter den Franzosen wurde 1800 die Mark Dhronecken aufgelöst. Die Franzosen reorganisierten die Landverteilung, und die Mairien Talling und Thalfang entstanden. Zur Mairie Thalfang gehörten die Orte Bäsch, Burtscheid, Deuselbach, Dhronecken, Etgert, Hilscheid, Immert, Malborn, Rorodt und das ausgestorbene Röderbach (um 1900 aufgegeben). Zur Mairie Talling gehörten die Ortschaften Berglicht, Gielert, Lückenburg, Neunkirchen und Schönberg. Aufgrund der Beschlüsse auf dem Wiener Kongress kam das Rheinland 1815 zu Preußen. Aus den beiden Mairien wurden 1816 die Bürgermeistereien Talling und Thalfang gebildet, die dem Kreis Bernkastel und dem Regierungsbezirk Trier zugeordnet waren. Diese Gebietsneuordnung hält noch bis heute an, außer dass in den Jahren 1969 bis 1972 durch die rheinland-pfälzische Gebietsreform noch die Ortsgemeinden Gräfendhron und Horath aus der Verbandsgemeinde Neumagen-Dhron, Merschbach aus der Verbandsgemeinde Morbach sowie Breit, Büdlich und Heidenburg aus der Verbandsgemeinde Klüsserath hinzukamen. Im Rahmen der zeitgleichen Verwaltungsreform wurde die „Verbandsgemeinde Thalfang“  neu gebildet. Seit dem 14. Januar 1993 führt die Verbandsgemeinde die Zusatzbezeichnung „am Erbeskopf“.
Im Rahmen einer Gebietsreform seit 2009 war ein Änderungsbedarf für die Verbandsgemeinde Thalfang a. E. vorgesehen. Im Juli 2023 wurde nach einem Gespräch im Mainzer Innenministerium von Vertretern des Ministeriums mit den beteiligten Kommunen entschieden, dass die Verbandsgemeinde Thalfang a. E. mit keiner der umliegenden Kommunen fusionieren wird, sondern weiter selbstständig bleibt.

## Bevölkerungsentwicklung
Die Entwicklung der Einwohnerzahl bezogen auf das Gebiet der heutigen Verbandsgemeinde Thalfang am Erbeskopf; die Werte von 1871 bis 1987 beruhen auf Volkszählungen:
| Verbandsgemeinde Thalfang: Einwohnerzahlen von 1815 bis 2023 | Verbandsgemeinde Thalfang: Einwohnerzahlen von 1815 bis 2023 | Verbandsgemeinde Thalfang: Einwohnerzahlen von 1815 bis 2023 | Verbandsgemeinde Thalfang: Einwohnerzahlen von 1815 bis 2023 | Verbandsgemeinde Thalfang: Einwohnerzahlen von 1815 bis 2023 |
| ------------------------------------------------------------ | ------------------------------------------------------------ | ------------------------------------------------------------ | ------------------------------------------------------------ | ------------------------------------------------------------ |
| Jahr                                                         |                                                              |                                                              |                                                              | Einwohner                                                    |
| 1815                                                         | 1815                                                         |                                                              | 4.708                                                        | 4.708                                                        |
| 1835                                                         | 1835                                                         |                                                              | 6.478                                                        | 6.478                                                        |
| 1871                                                         | 1871                                                         |                                                              | 6.340                                                        | 6.340                                                        |
| 1905                                                         | 1905                                                         |                                                              | 6.004                                                        | 6.004                                                        |
| 1939                                                         | 1939                                                         |                                                              | 6.863                                                        | 6.863                                                        |
| 1950                                                         | 1950                                                         |                                                              | 6.737                                                        | 6.737                                                        |
| 1961                                                         | 1961                                                         |                                                              | 7.089                                                        | 7.089                                                        |
| 1970                                                         | 1970                                                         |                                                              | 7.297                                                        | 7.297                                                        |
| 1987                                                         | 1987                                                         |                                                              | 7.219                                                        | 7.219                                                        |
| 1997                                                         | 1997                                                         |                                                              | 7.565                                                        | 7.565                                                        |
| 2005                                                         | 2005                                                         |                                                              | 7.507                                                        | 7.507                                                        |
| 2011                                                         | 2011                                                         |                                                              | 7.342                                                        | 7.342                                                        |
| 2017                                                         | 2017                                                         |                                                              | 7.208                                                        | 7.208                                                        |
| 2023                                                         | 2023                                                         |                                                              | 7.439                                                        | 7.439                                                        |
|                                                              |                                                              |                                                              |                                                              |                                                              |

## Politik

### Verbandsgemeinderat
Der Verbandsgemeinderat Thalfang am Erbeskopf besteht aus 22 ehrenamtlichen Ratsmitgliedern, die bei der Kommunalwahl am 9. Juni 2024 in einer personalisierten Verhältniswahl gewählt wurden, und dem hauptamtlichen Bürgermeister als Vorsitzendem.
Die Sitzverteilung im Verbandsgemeinderat:
| Wahl | SPD | CDU | Grüne | FDP | FWE | NL | TFL | Gesamt   |
| ---- | --- | --- | ----- | --- | --- | -- | --- | -------- |
| 2024 | 5   | 7   | –     | –   | 2   | 4  | 4   | 22 Sitze |
| 2019 | 6   | 7   | 2     | 2   | 1   | 2  | 2   | 22 Sitze |
| 2014 | 8   | 7   | –     | 2   | 3   | 2  | –   | 22 Sitze |
| 2009 | 9   | 9   | –     | 4   | 2   | –  | –   | 24 Sitze |
| 2004 | 8   | 10  | –     | 3   | 3   | –  | –   | 24 Sitze |

- FWE = Freie Wählergemeinschaft Erbeskopf e. V.
- NL = Neue Liste e. V.
- TFL = Thalfanger Freie Liste e. V.

### Bürgermeister
| von  | bis            | Name               | Titel                                            |
| ---- | -------------- | ------------------ | ------------------------------------------------ |
| 1946 | 1960           | Otto Boussonville  | Amtsbürgermeister                                |
| 1960 | 1965           | Rolf Ströher       | Amtsbürgermeister                                |
| 1966 | 1986           | Walter Freis       | Amtsbürgermeister bis 1968 Bürgermeister ab 1968 |
| 1986 | 1989           | Albert Schmidt     | Bürgermeister                                    |
| 1989 | 2013           | Hans-Dieter Dellwo | Bürgermeister                                    |
| 2013 | 2019           | Marc Hüllenkremer  | Bürgermeister                                    |
| 2020 | 30. Sept. 2025 | Vera Höfner        | Bürgermeisterin                                  |
| 2025 |                | Tamara Breitbach   | designiert                                       |

Vera Höfner (CDU) wurde am 1. Oktober 2020 Bürgermeisterin der Verbandsgemeinde, nachdem sie als bisherige Erste Beigeordnete die Amtsgeschäfte seit der vorzeitigen Pensionierung ihres Vorgängers bereits kommissarisch geführt hatte. Am 20. September 2020 war sie in einer Stichwahl mit einem Stimmenanteil von 62 % für die Dauer von fünf Jahren zur neuen Bürgermeisterin gewählt worden, nachdem bei der Direktwahl am 6. September 2020 keiner der ursprünglich fünf Bewerber eine ausreichende Mehrheit erreicht hatte.
Die Neuwahl hatte sich aufgrund der COVID-19-Pandemie in Deutschland weiter verzögert, nachdem zunächst die gesetzliche Grundlage für eine Abstimmung geschaffen werden musste. Wegen des festgestellten Gebietsänderungsbedarfs war eigentlich keine Neuwahl für die jetzige Verbandsgemeinde vorgesehen. Da die Suche nach einer einvernehmlichen Lösung jedoch noch zusätzliche Zeit benötigt, wurde im Januar 2020 durch Änderung des Landesgesetzes die Wahl eines Bürgermeisters für eine fünfjährige Amtszeit ermöglicht.
Tamara Breitbach (EB) wurde am 29. Juni 2025 in einer Stichwahl mit 61,3 % zur neuen Bürgermeisterin der VG Thalfang gewählt.

### Wappen
Die Blasonierung lautet: In grün bordiertem, rotem Schilde ein blau-bewehrter und -gezungter goldener Löwe, die linke Vorderpranke auf ein silbernes Schildchen mit rotem Balkenkreuz stützend, mit der erhobenen rechten Pranke einen schräglinks gerichteten silbernen Forsthaken umfassend.

## Wirtschaft und Infrastruktur

### Unternehmen
Die Hochwald Foods GmbH ist seit einigen Jahren schon im Luftkurort Thalfang ansässig und liefert rund um die Verbandsgemeinde Thalfang am Erbeskopf und außerhalb Molkereiprodukte, sowie Milch, Sahne, Quark, und vieles mehr.
In Thalfang sind unter anderem auch Firmen, wie die Seitz Stahlbau GmbH, Druck-Design Schärf und die Bärenmarke Vertriebsgesellschaft mbH ansässig.

### Bildung
Ansässig sind die Grundschulen in Heidenburg, Malborn und Thalfang sowie die Erbeskopf-Realschule plus Thalfang.

### Verkehr
Die stillgelegte Hunsrückquerbahn zwischen Hermeskeil und Morbach verläuft durch das Gebiet der Verbandsgemeinde Thalfang a. E.

#### Straßen
Thalfang liegt an der Hunsrückhöhenstraße, die der Bundesstraße 327 folgt. Durch Thalfang führt die Landesstraße 153, die an der B 327 endet.
Die Bundesautobahn 1 wird über die B 327 und die B 52 an der Anschlussstelle Hermeskeil erreicht.

#### Öffentlicher Personennahverkehr
| Linie | Linienweg                                                                                                 | Betreiber                        | Anmerkungen        |
| ----- | --- | -------------------------------- | ------------------ |
| 206   | Deuselbach – Thalfang – Hilscheid – Dhronecken – Geisfeld – (Malborn) – Hermeskeil                        | Jozi-Reisen                      |                    |
| 304   | Thalfang – Neumagen-Dhron – Klausen – Wittlich                                                            | DB Regio Bus Mitte               |                    |
| 314   | Morbach – Thalfang                                                                                        | Rhein-Mosel-Verkehrsgesellschaft | nur Rufbus-Fahrten |
| 328   | Thalfang – Neunkirchen (Hunsrück) – Heidenburg – Breit – Büdlich – Fell – Schweich – Kenn – Ruwer – Trier | ROBERT-Reisen                    |                    |
| 391   | Thalfang – Hermeskeil                                                                                     | DB Regio Bus Mitte               |                    |
| 800   | Hochwald-Schnellbus: Idar-Oberstein – Thalfang – Trier                                                    | Scherer Reisen                   |                    |